# Campionato mondiale di Formula 1 1987

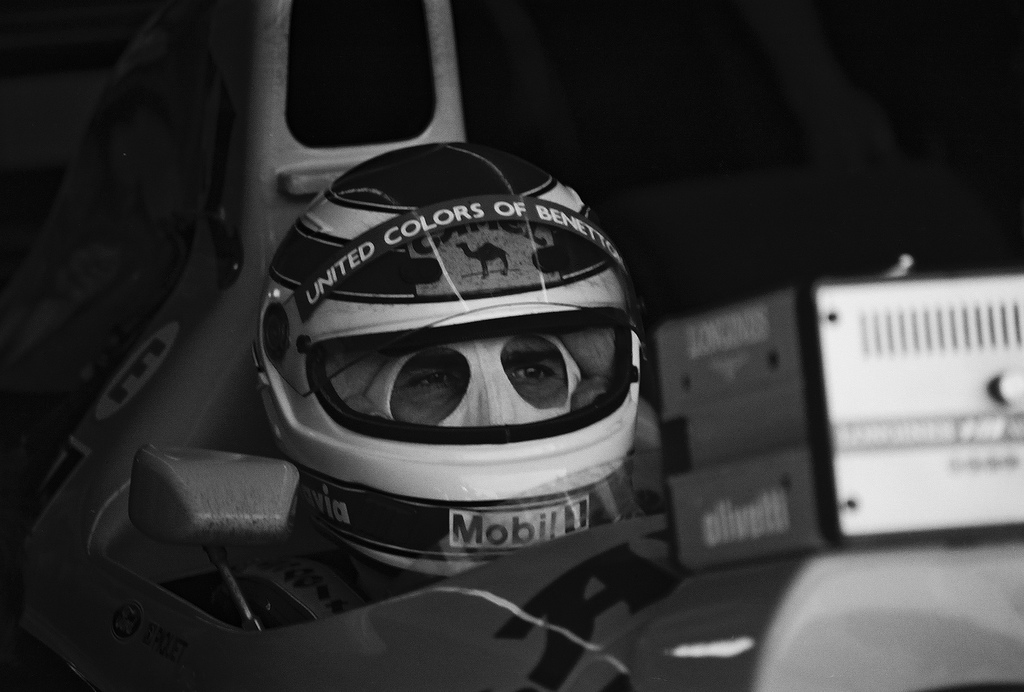
Nelson Piquet vince il suo terzo (ed ultimo) Campionato Piloti.

La stagione 1987 del Campionato mondiale di Formula 1 è stata, nella storia della categoria, la 38ª ad assegnare il campionato piloti, vinto da Nelson Piquet, e la 30ª ad assegnare il campionato costruttori, vinto dalla Williams F1. È iniziata il 12 aprile e terminata il 15 novembre, dopo 16 gare. Quest'edizione del campionato comprendeva anche il trofeo Jim Clark ed il trofeo Colin Chapman, rispettivamente riservati a piloti e costruttori con macchine che montavano motori aspirati, i quali rientravano in Formula 1 dopo essere stati vietati nel 1986.

## La pre-stagione

### Calendario
Dopo 10 anni tornò in calendario il Gran Premio del Giappone, previsto ora sul Circuito di Suzuka, ma in compenso viene cancellato il Gran Premio del Canada a causa di una disputa legale fra i due sponsor dell'evento: le tappe del campionato restano quindi 16; la gara di Montreal tornerà comunque in calendario l'anno successivo.

Il Gran Premio di Gran Bretagna tornò a disputarsi sul Circuito di Silverstone che divenne la sua sede definitiva, mentre il Gran Premio di Spagna venne spostato nella parte finale del calendario, una settimana dopo il Gran Premio del Portogallo, posizione che manterrà fino al 1991.
| Gara | Nome ufficiale del gran premio      | Circuito                         | Sede                      | Data         | Ora    | Ora   | Ora   | Diretta TV               |
| Gara | Nome ufficiale del gran premio      | Circuito                         | Sede                      | Data         | Locale | UTC   | ITA   | Diretta TV               |
| ---- | ----------------------------------- | -------------------------------- | ------------------------- | ------------ | ------ | ----- | ----- | ------------------------ |
| 1    | Grande Prêmio do Brasil             | Circuito di Jacarepaguá          | Rio de Janeiro            | 12 aprile    | 13:00  | 16:00 | 17:00 | Rai Due / Telemontecarlo |
| 2    | Gran Premio di San Marino           | Autodromo Dino Ferrari           | Imola                     | 3 maggio     | 14:30  | 13:30 | 14:30 | Rai Due / Telemontecarlo |
| 3    | Grand Prix de Belgique              | Circuito di Spa-Francorchamps    | Francorchamps             | 17 maggio    | 14:30  | 13:30 | 14:30 | Rai Due / Telemontecarlo |
| 4    | Grand Prix de Monaco                | Circuito di Monte Carlo          | Monaco                    | 31 maggio    | 15:30  | 14:30 | 15:30 | Rai Due / Telemontecarlo |
| 5    | United States Grand Prix            | Circuito di Detroit              | Detroit                   | 21 giugno    | 13:45  | 18:45 | 19:45 | Rai Due / Telemontecarlo |
| 6    | Grand Prix de France                | Circuito Paul Ricard             | Le Castellet              | 5 luglio     | 13:00  | 12:00 | 13:00 | Rai Due / Telemontecarlo |
| 7    | Shell Oils British Grand Prix       | Circuito di Silverstone          | Silverstone               | 12 luglio    | 14:30  | 14:30 | 15:30 | Rai Due / Telemontecarlo |
| 8    | Mobil Großer Preis von Deutschland  | Hockenheimring                   | Hockenheim                | 26 luglio    | 14:30  | 13:30 | 14:30 | Rai Due / Telemontecarlo |
| 9    | Hungarian Grand Prix                | Hungaroring                      | Mogyoród                  | 9 agosto     | 14:30  | 13:30 | 14:30 | Rai Due / Telemontecarlo |
| 10   | Großer Preis von Österreich         | Österreichring                   | Spielberg bei Knittelfeld | 16 agosto    | 14:30  | 13:30 | 14:30 | Rai Due / Telemontecarlo |
| 11   | Gran Premio d'Italia                | Autodromo nazionale di Monza     | Monza                     | 6 settembre  | 14:30  | 13:30 | 14:30 | Rai Due / Telemontecarlo |
| 12   | Grande Prémio de Portugal           | Circuito di Estoril              | Cascais                   | 20 settembre | 14:30  | 14:30 | 15:30 | Rai Due / Telemontecarlo |
| 13   | Gran Premio Tio Pepe de España      | Circuito di Jerez de la Frontera | Jerez de la Frontera      | 27 settembre | 14:30  | 13:30 | 14:30 | Rai Due / Telemontecarlo |
| 14   | Gran Premio de México               | Autodromo Hermanos Rodríguez     | Città del Messico         | 18 ottobre   | 14:30  | 19:30 | 20:30 | Rai Due / Telemontecarlo |
| 15   | Fuji Television Japanese Grand Prix | Circuito di Suzuka               | Suzuka                    | 1º novembre  | 14:00  | 5:00  | 6:00  | Rai Due / Telemontecarlo |
| 16   | Foster's Australian Grand Prix      | Circuito di Adelaide             | Adelaide                  | 15 novembre  | 14:00  | 3:30  | 4:30  | Rai Due / Telemontecarlo |

## Cambiamenti rispetto al 1986

### Cambiamenti regolamentari
- Nel corso della stagione 1986 i motori turbocompressi avevano raggiunto, in qualifica, potenze comprese tra i 1200 ed i 1300 cavalli, senza limiti di pressione di esercizio del turbo; inoltre, il loro sviluppo era divenuto via via sempre più costoso e la potenza eccessiva per la sicurezza. Dopo l'incidente che costò la vita ad Elio De Angelis, la FISA (all'epoca emanazione sportiva della FIA) decise, senza consultare i team in base alle deroghe sulla sicurezza del "Patto della concordia", di eliminare progressivamente i propulsori sovralimentati, introducendo limitazioni tecniche nei due anni successivi e bandendoli definitivamente nel 1989. Nel 1987 la pressione di sovralimentazione dei motori turbo, precedentemente libera, fu ridotta a 4 bar per mezzo di una valvola "pop-off" fornita dalla stessa FIA con la funzione di scaricare l'aria nel caso di pressioni superiori. Inoltre la quantità di benzina per la gara fu ridotta da 195 a 180 litri (come in origine previsto per il 1988).
- Furono reintrodotti i motori aspirati, di fatto vietati nel 1986 (cilindrata dei motori massima 1500 con "sovralimentazione ammessa"); la loro cilindrata fu aumentata a 3500 cm³.

#### Trofei Jim Clark e Colin Chapman
Stante la grande differenza di prestazione tra le vetture con motore a turbocompressore da 1500 cm³ e quelle "aspirate" da 3500 cm³, con notevole svantaggio di queste ultime, la FIA promosse un trofeo per i piloti e le scuderie che schieravano monoposto dotate di propulsori aspirati. I trofei erano intitolati rispettivamente a Jim Clark e Colin Chapman. I punti venivano assegnati con lo stesso criterio della classifica mondiale, limitatamente alle vetture con motore non sovralimentato.
Il Trofeo Jim Clark venne assegnato a Jonathan Palmer, pilota della Tyrrell a motore Cosworth, la quale vinse il Trofeo Colin Chapman per i costruttori.
Parteciparono a questi trofei le scuderie Tyrrell, AGS, Larrousse, March e Coloni.

### Novità tecniche
- La Lotus portò al debutto in una gara di Formula 1 le cosiddette sospensioni attive, soluzione alla quale la scuderia inglese stava lavorando da diversi anni. Nonostante l'entusiasmo iniziale del progettista Gérard Ducarouge e di Ayrton Senna, gli strumenti tecnici a disposizione per la gestione di questo dispositivo si rivelarono insufficienti e questo creò alla Lotus diversi problemi durante la stagione[2].  Anche la Williams aveva un sistema di sospensioni attive, che vide la pista già nei test invernali[3], ma che non fu usato in gara prima del Gran Premio d'Italia[4].

### Scuderie
- Dopo due stagioni piuttosto avare di risultati si ritirò dal campionato la Lola Haas, motorizzata prima dai motori 4 cilindri in linea turbo della Hart, poi dai Ford V6 biturbo.
- Fecero il loro ingresso in Formula 1 invece tre nuove squadre: la Larrousse, fondata dall'ex direttore sportivo di Renault e Ligier e dal socio Didier Calmels (con vetture Lola), la March, che tornò a competere in Formula 1 grazie alla sponsorizzazione della casa finanziaria giapponese Leyton House, e la Coloni, che debuttò nel Gran Premio d'Italia.

### Motori
- La Renault annunciò, a fine 1986, il proprio ritiro come fornitore di motori.
- La Lotus, abbandonata dalla Renault, passò ai motori Honda.
- La Arrows, tramite lo sponsor USF&G, acquistò dalla BMW il progetto del motore utilizzato fino alla stagione precedente dalla scuderia inglese e dalla Benetton; rimarchiato Megatron, il propulsore fu sviluppato dalla svizzera Heini Mader Racing Components, che si occupava già della revisione dei propulsori per conto di diverse scuderie.
- La Ligier, persa la fornitura di motori Renault, si accordò con la Alfa Romeo. Durante l'inverno la casa milanese passò però sotto il controllo della FIAT, che, supportando già l'attività agonistica della Ferrari, aveva poco interesse a mantenere in Formula 1 anche il marchio milanese e annullò quindi il contratto con la Ligier, utilizzando come pretesto alcune dichiarazioni piuttosto critiche sul 4 cilindri in linea biturbo dell’Alfa Romeo da parte di René Arnoux, pilota della scuderia francese[5]. La Ligier dovette quindi ripiegare in tutta fretta sui Megatron, dopo aver saltato la prima gara.
- La Tyrrell tornò ad utilizzare motori Ford Cosworth aspirati, dopo aver disputato le due stagioni precedenti con motori Renault.
- L'AGS dopo l'esordio del 1986 con propulsori della Motori Moderni passò ai motori Ford Cosworth.

### Piloti
- La Williams confermò Nigel Mansell e Nelson Piquet. Test Driver Jean-Louis Schlesser.
- La McLaren ingaggiò Stefan Johansson, proveniente dalla Ferrari, come compagno di squadra del Campione del Mondo in carica Alain Prost, essendosi ritirato dalle competizioni Keke Rosberg.
- La Ferrari sostituì Johansson con il giovane Gerhard Berger, che andò ad affiancare l'esperto Michele Alboreto.
- La Lotus, confermato per la terza stagione consecutiva Ayrton Senna, affidò la seconda vettura al giapponese Satoru Nakajima, spinto dalla Honda. Nakajima era il primo pilota nipponico a prendere parte ad un campionato di Formula 1.
- La Arrows e la Zakspeed cambiarono entrambi i piloti, affidando le proprie vetture rispettivamente a Derek Warwick ed Eddie Cheever e a Martin Brundle e Christian Danner.
- La Ligier assunse l'italiano Piercarlo Ghinzani come compagno di squadra di René Arnoux.
- La Larrousse ingaggiò Philippe Alliot, schierando poi una seconda vettura guidata da Yannick Dalmas; eventuali risultati a punti di quest'ultimo non vennero conteggiati.
- La Tyrrell mise sotto contratto Jonathan Palmer e il francese Philippe Streiff, quest'ultimo già nel team l'anno precedente.
- La Benetton rimpiazzò Berger, passato alla Ferrari, con il belga Thierry Boutsen, confermando Teo Fabi. Test Drivers Johnny Dumfries ed Emanuele Pirro.
- L'Osella affidò le proprie vetture a Gabriele Tarquini e Alex Caffi. Test Driver Alberto Lenti.
- La Brabham ingaggiò Andrea De Cesaris come compagno di squadra di Riccardo Patrese.
- A fianco di Alessandro Nannini la Minardi assunse lo spagnolo Adrián Campos. Test Driver Franco Scapini.
- March, Coloni e AGS schierarono una sola vettura, affidandola rispettivamente a Ivan Capelli, Nicola Larini e Pascal Fabre; quest'ultimo fu sostituito, nelle ultime due gare, da Roberto Moreno. Test Driver per la March Kris Nissen.

### Pneumatici
- A fine 1986 la Pirelli annunciò il proprio ritiro dalle competizioni; la Goodyear assunse quindi una posizione di monopolio.

## Scuderie e piloti
I seguenti piloti e costruttori presero parte al campionato del mondo di Formula 1 nella stagione 1987.
| Team                           | Costruttore | Telaio           | Motore                             | Gomme | N° | Pilota                        | GP      | Test Driver/s                  |
| ------------------------------ | ----------- | ---------------- | ---------------------------------- | ----- | -- | ----------------------------- | ------- | ------------------------------ |
| Marlboro McLaren International | McLaren     | MP4/3            | TAG Porsche TTE PO11.5 V6T         | G     | 1  | Alain Prost                   | Tutti   | n/a                            |
| Marlboro McLaren International | McLaren     | MP4/3            | TAG Porsche TTE PO11.5 V6T         | G     | 2  | Stefan Johansson              | Tutti   | n/a                            |
| Data General Team Tyrrell      | Tyrrell     | DG/016           | Ford Cosworth DFZ 3.5 V8           | G     | 3  | Jonathan Palmer               | Tutti   | n/a                            |
| Data General Team Tyrrell      | Tyrrell     | DG/016           | Ford Cosworth DFZ 3.5 V8           | G     | 4  | Philippe Streiff              | Tutti   | n/a                            |
| Canon Williams Honda Team      | Williams    | FW11B            | Honda RA167E 1.5 V6T               | G     | 5  | Nigel Mansell                 | 1-15    | Jean-Louis Schlesser           |
| Canon Williams Honda Team      | Williams    | FW11B            | Honda RA167E 1.5 V6T               | G     | 5  | Riccardo Patrese              | 16      | Jean-Louis Schlesser           |
| Canon Williams Honda Team      | Williams    | FW11B            | Honda RA167E 1.5 V6T               | G     | 6  | Nelson Piquet                 | Tutti   | Jean-Louis Schlesser           |
| Motor Racing Developments      | Brabham     | BT56             | BMW M12/13 1.5 L4T                 | G     | 7  | Riccardo Patrese              | 1-15    | n/a                            |
| Motor Racing Developments      | Brabham     | BT56             | BMW M12/13 1.5 L4T                 | G     | 7  | Stefano Modena                | 16      | n/a                            |
| Motor Racing Developments      | Brabham     | BT56             | BMW M12/13 1.5 L4T                 | G     | 8  | Andrea De Cesaris             | Tutti   | n/a                            |
| West Zakspeed Racing           | Zakspeed    | 861 871          | Zakspeed 1500/4 1.5 L4T            | G     | 9  | Martin Brundle                | Tutti   | n/a                            |
| West Zakspeed Racing           | Zakspeed    | 861 871          | Zakspeed 1500/4 1.5 L4T            | G     | 10 | Christian Danner              | Tutti   | n/a                            |
| Camel Team Lotus Honda         | Lotus       | 99T              | Honda RA167E 1.5 V6T               | G     | 11 | Satoru Nakajima               | Tutti   | n/a                            |
| Camel Team Lotus Honda         | Lotus       | 99T              | Honda RA167E 1.5 V6T               | G     | 12 | Ayrton Senna                  | Tutti   | n/a                            |
| Team El Charro AGS             | AGS         | JH22             | Ford Cosworth DFZ 3.5 V8           | G     | 14 | Pascal Fabre                  | 1-14    | n/a                            |
| Team El Charro AGS             | AGS         | JH22             | Ford Cosworth DFZ 3.5 V8           | G     | 14 | Roberto Moreno                | 15-16   | n/a                            |
| Leyton House March Racing Team | March       | 87P 871          | Ford Cosworth DFZ 3.5 V8           | G     | 16 | Ivan Capelli                  | Tutti   | Kris Nissen                    |
| USF&G Arrows Megatron          | Arrows      | A10              | Megatron M12/13 1.5 L4T            | G     | 17 | Derek Warwick                 | Tutti   | n/a                            |
| USF&G Arrows Megatron          | Arrows      | A10              | Megatron M12/13 1.5 L4T            | G     | 18 | Eddie Cheever                 | Tutti   | n/a                            |
| Benetton Formula Ltd           | Benetton    | B187             | Ford Cosworth GBA 1.5 V6T          | G     | 19 | Teo Fabi                      | Tutti   | Johnny Dumfries Emanuele Pirro |
| Benetton Formula Ltd           | Benetton    | B187             | Ford Cosworth GBA 1.5 V6T          | G     | 20 | Thierry Boutsen               | Tutti   | Johnny Dumfries Emanuele Pirro |
| Osella Squadra Corse           | Osella      | FA1G FA1I        | Alfa Romeo 890T 1.5 V8T            | G     | 21 | Alex Caffi                    | Tutti   | Alberto Lenti                  |
| Osella Squadra Corse           | Osella      | FA1G FA1I        | Alfa Romeo 890T 1.5 V8T            | G     | 22 | Gabriele Tarquini             | 2       | Alberto Lenti                  |
| Osella Squadra Corse           | Osella      | FA1G FA1I        | Alfa Romeo 890T 1.5 V8T            | G     | 22 | Franco Forini                 | 11-13   | Alberto Lenti                  |
| Minardi Team SpA               | Minardi     | M187             | Motori Moderni Tipo 615-90 1.5 V6T | G     | 23 | Adrián Campos                 | Tutti   | Franco Scapini                 |
| Minardi Team SpA               | Minardi     | M187             | Motori Moderni Tipo 615-90 1.5 V6T | G     | 24 | Alessandro Nannini            | Tutti   | Franco Scapini                 |
| Ligier Loto                    | Ligier      | JS29 JS29B JS29C | Megatron M12/13 1.5 L4T            | G     | 25 | René Arnoux                   | 2-16    | n/a                            |
| Ligier Loto                    | Ligier      | JS29 JS29B JS29C | Megatron M12/13 1.5 L4T            | G     | 26 | Piercarlo Ghinzani            | 2-16    | n/a                            |
| Scuderia Ferrari SpA SEFAC     | Ferrari     | F1/87            | Ferrari 033D 1.5 V6T               | G     | 27 | Michele Alboreto              | Tutti   | n/a                            |
| Scuderia Ferrari SpA SEFAC     | Ferrari     | F1/87            | Ferrari 033D 1.5 V6T               | G     | 28 | Gerhard Berger                | Tutti   | n/a                            |
| Larrousse Calmels              | Lola        | LC87             | Ford Cosworth DFZ 3.5 V8           | G     | 29 | Yannick Dalmas                | 14-16   | n/a                            |
| Larrousse Calmels              | Lola        | LC87             | Ford Cosworth DFZ 3.5 V8           | G     | 30 | Philippe Alliot               | 2-16    | n/a                            |
| Enzo Coloni Racing Car System  | Coloni      | FC187            | Ford Cosworth DFZ 3.5 V8           | G     | 32 | Nicola Larini                 | 11 13   | n/a                            |
| Middlebridge-Trussardi         | Trussardi   | B186             | Megatron M12/13 L4 t               | G     | 31 | Emanuele Pirro / Aguri Suzuki | Nessuno | n/a                            |

## Riassunto della stagione
Dopo avere perso il campionato 1986 in maniera rocambolesca, i piloti della Williams Nigel Mansell e Nelson Piquet cercavano la rivincita nei confronti di Alain Prost, che guidava l'ultima evoluzione della McLaren MP4, la prima non progettata da John Barnard (anche se si trattava di un modello derivato dalle precedenti), ora alla Ferrari. La Lotus di Ayrton Senna montava lo stesso motore Honda delle Williams.
A Rio, la stagione cominciò come era finita la precedente, con un trionfo di Prost, che vinse facilmente approfittando di inconvenienti vari dei suoi rivali (Mansell forò una gomma, Piquet ebbe problemi di surriscaldamento, Senna ruppe il motore dopo aver avuto problemi di assetto) rispetto ai quali effettuò un cambio gomme in meno. Piquet giunse secondo, terzo Johansson con l'altra McLaren, davanti alla Ferrari di Berger, un ottimo Boutsen su Benetton e l'attardato Mansell. Ivan Capelli, al volante della rientrante March, non poté prendere il via perché rimasto senza motore; la Ligier saltò completamente l'appuntamento, dopo essere stata appiedata dall'Alfa, in attesa di adattare le proprie vetture ai motori Megatron.
Tre settimane dopo, il weekend di Imola iniziò con un incidente a Piquet, che usci di pista e finì a muro alla curva del Tamburello per un problema a una gomma. Il brasiliano non poté prendere parte al Gran Premio e la Goodyear decise per sicurezza di fare arrivare nuovi pneumatici per le prove del sabato, che videro Senna in pole position. In gara, Mansell superò il brasiliano già al secondo giro e andò a vincere tranquillamente; secondo fu Senna, che dopo una bella lotta ebbe la meglio su Michele Alboreto (terzo al traguardo) in crisi col turbo della sua Ferrari. Prost si ritirò mentre era secondo, per il primo di una lunga serie di guasti meccanici che gli impediranno di confermare il suo titolo. Quarto concluse Johansson, seguito da Martin Brundle su Zakspeed (primi e unici punti nella breve storia della scuderia tedesca), e Nakajima sull'altra Lotus (primi punti per un giapponese in Formula 1).
A Spa ci vollero due partenze per dare il via alla corsa. All'inizio, infatti, vi fu una serie di incidenti, tra cui quello tra le due Tyrrell di Palmer e Streiff alla curva Eau Rouge: vetture distrutte, ma piloti fortunatamente illesi. Alla seconda partenza, Senna dalla seconda fila sopravanzò Piquet e il poleman Mansell; questi cercò già nel primo giro di risuperare il brasiliano, ma i due si agganciarono uscendo di pista, con Senna subito fuori corsa.  Quando anche Mansell si ritirò per i danni subiti nell'incidente, andò al box Lotus per fare i conti con il brasiliano, a suo dire responsabile della collisione; la rissa tra i due fu sfiorata. Intanto, dopo soli 11 giri anche Piquet, Alboreto e Berger erano già fuori per guasti meccanici; fu così una trionfale doppietta per le McLaren, con Prost davanti a Johansson e tutti gli altri doppiati, a cominciare da Andrea De Cesaris ottimo terzo con la Brabham, Cheever su Arrows-Megatron, la Lotus di Nakajima, e Arnoux con la Ligier-Megatron. Con questa vittoria Prost eguagliò il record di Jackie Stewart di 27 vittorie in Formula 1, riportandosi in testa al mondiale.
I due gran premi seguenti, su circuiti cittadini, videro il dominio della Lotus a sospensioni attive di Ayrton Senna. A Monaco il brasiliano vinse dopo che Mansell, in testa dall'inizio della corsa, si era dovuto ritirare per un problema tecnico nel corso del trentesimo giro. Secondo giunse Piquet, che precedette sul traguardo le due Ferrari di Alboreto e Berger. Chiusero la zona punti Palmer e Capelli; Prost si ritirò a tre tornate dalla fine per un guasto al motore. Nel Gran Premio degli Stati Uniti, disputato a Detroit, Mansell conquistò nuovamente la pole position davanti a Senna, come già accaduto a Monaco; anche in questa occasione il pilota inglese condusse la gara nelle prime fasi, perdendo la testa della corsa durante i pit stop a causa di un problema nel fissaggio di una ruota. Portatosi in prima posizione, Senna vi rimase fino alla bandiera a scacchi; Mansell, colpito dai crampi, fu sopravanzato da Piquet (rallentato da una foratura nelle prime tornate), Prost e Berger, concludendo solo quinto; l'ultimo punto a disposizione fu conquistato da Cheever. Con queste due vittorie consecutive Senna scalzò Prost dalla testa della classifica mondiale, salendo a quota 24 punti contro i 22 del francese ed i 18 di Piquet.
In Francia Mansell, Prost e Piquet si contesero la vittoria per tutta la gara; l'inglese, partito dalla pole position, mantenne la prima posizione fino ai pit stop, quando fu sopravanzato sia dal compagno di squadra che da Prost. Mansell superò rapidamente il pilota della McLaren, avvicinandosi poi minacciosamente a Piquet; il brasiliano resistette fino al 46º passaggio, quando commise un errore e dovette cedere il comando. La lotta fra i due si risolse definitivamente durante la seconda serie di cambi gomme, durante la quale Piquet perse oltre dieci secondi per aver fatto spegnere il motore della propria vettura. Mansell vinse quindi davanti al compagno di squadra e a Prost; quarto concluse Senna, seguito da Teo Fabi e Streiff.
A Silverstone, invece, Piquet e Mansell furono impegnati in un serrato duello che si protrasse per tutta la gara; i due, che si erano qualificati nell'ordine, erano stati sopravanzati al via da Prost, che però aveva dovuto restituire loro quasi immediatamente la posizione. A questo punto i piloti della Williams cominciarono a fare gara a sé, con Piquet in testa e Mansell a inseguire; a tre tornate dal termine il pilota inglese sopravanzò il rivale alla curva Stowe, conquistando la vittoria davanti al pubblico di casa. Piquet giunse secondo per la quarta volta consecutiva, davanti a Senna e Nakajima. Ritiratosi Prost per un problema meccanico, gli ultimi punti andarono a Warwick e Fabi. Il mondiale era fino a questo momento molto equilibrato, con Senna in testa alla classifica a quota 31 punti, seguito da Mansell e Piquet ad una lunghezza di distacco e da Prost a 26.
Il Gran Premio di Germania fu caratterizzato dal cedimento di diversi propulsori, messi a dura prova dai rettilinei di Hockenheim, e vide solo sette piloti classificati. Dopo i cambi gomme Prost si ritrovò in testa; Mansell, partito in pole, era secondo e forse destinato ad avere la meglio, prima del cedimento del suo Honda al 26º giro. Prost si ritirò a 4 giri dalla fine per la rottura, come già a Imola, della cinghia dell'alternatore; Piquet, che seguiva a distanza, vinse così fortunosamente il suo primo Gran Premio stagionale portandosi al comando del mondiale. Johansson tagliò il traguardo secondo nonostante una gomma scoppiata, davanti a Senna, mai in grado di lottare per la vittoria nonostante fosse stato in testa al primo giro. Il gran numero di ritiri permise a ben tre vetture dotate di motori aspirati di entrare in zona punti, nonostante la differenza di potenza rispetto ai motori turbocompressi fosse particolarmente penalizzante sul veloce tracciato tedesco: quarto e quinto chiusero i piloti della Tyrrell, Streiff e Palmer, alle spalle dei quali giunse Alliot, che portò alla Larrousse i primi punti della sua storia.
Piquet si ripeté all'Hungaroring, ancora una volta in maniera fortunosa: Mansell, partito in pole, dominò la gara ma fu costretto al ritiro a 5 giri dalla fine per la perdita del bullone della ruota posteriore destra. Anche le Ferrari di Berger e Alboreto, particolarmente competitive, subirono guasti meccanici; secondo giunse così Senna e terzo Prost, che riuscì a superare un ottimo Boutsen solo nei giri finali. Quinto fu Patrese e sesto Warwick. Nel weekend ungherese, Senna ufficializzò il suo addio alla Lotus: nel 1988 sarebbe passato in McLaren a fianco di Prost. Contestualmente, la Lotus decise di sostituirlo con Nelson Piquet.
Nel Gran Premio d'Austria si dovette ripetere la partenza per ben tre volte, dopo che due collisioni multiple avevano causato l'interruzione della gara con la bandiera rossa. Diversi piloti (tra i quali Alboreto e Prost) presero il via dalla corsia dei box, ma il solo Streiff rimase escluso dalla terza procedura di partenza. A contendersi la gara furono ancora una volta i due piloti della Williams: Piquet, partito dalla pole position, condusse il gruppo fino al 21º passaggio, quando il suo compagno di squadra lo sopravanzò approfittando di un doppiaggio. A questo punto la situazione nelle prime posizioni si stabilizzò, con Fabi saldamente al terzo posto alle spalle di Mansell e Piquet; più indietro, Alboreto e Senna (rimasto fermo sulla griglia di partenza) vennero a contatto mentre erano in lotta fra loro ed il brasiliano dovette sostituire il musetto della propria vettura. Il pilota della Ferrari si ritirò però successivamente per un guasto ad uno scarico. Quarto chiuse così Boutsen sulla seconda Benetton, davanti a Senna e Prost.
Piquet si presentò a Monza, dove si sarebbe disputato il Gran Premio d'Italia, con undici punti di vantaggio su Senna e quindici sul compagno di squadra Mansell; il brasiliano portò per la prima volta in gara il nuovo sistema di sospensioni attive sviluppato dalla Williams, che non fu invece utilizzato da Mansell. La stessa Williams fu però colpita dall'annuncio della Honda di non avere più intenzione di fornire i motori alla scuderia di Didcot per il 1988, passando alla McLaren. In qualifica, Piquet conquistò la pole position davanti al compagno di squadra, Berger e Senna; in gara, il brasiliano mantenne la prima posizione fino ai cambi gomme di metà gara: Senna, che aveva previsto di percorrere tutta la distanza di gara senza sostituire gli pneumatici, prese il comando. Al 43º giro, però, il pilota della Lotus commise un errore in un doppiaggio, uscendo di pista e perdendo la posizione a favore di Piquet, che rimase in testa fino al traguardo. Senna giunse secondo, davanti a Mansell, Berger, Boutsen e Johansson.
Nelle qualifiche del Gran Premio del Portogallo si mise in luce la Ferrari, che conquistò la prima pole position stagionale con Berger. In gara, dopo una prima partenza annullata per una collisione multipla innescata da Piquet ed Alboreto, il pilota austriaco mantenne la prima posizione, davanti a Mansell, Senna e Piquet. Quest'ultimo approfittò dei problemi tecnici dei rivali (Senna fu rallentato da un problema elettrico, Mansell si ritirò per la rottura del motore al 14º passaggio) per risalire al secondo posto, ma dovette guardarsi dall'attacco del rimontante Alboreto. Durante i cambi gomme Berger rimase in testa, mentre Prost si inserì alle sue spalle; più indietro, Alboreto fu costretto al ritiro da un guasto al cambio. Nelle ultime tornate Prost cominciò a tallonare Berger, costringendolo all'errore a tre giri dalla fine e conquistando la terza vittoria stagionale davanti all'austriaco. Il terzo posto consentì a Piquet di aumentare il proprio vantaggio in classifica su Senna e Mansell rispettivamente a diciotto e ventiquattro punti; in zona punti chiusero anche Fabi, Johansson e Cheever.
In Spagna ed in Messico Mansell conquistò due vittorie consecutive che gli permisero di dimezzare il distacco in classifica dal compagno di squadra, portandolo a dodici lunghezze. A Jerez de la Frontera il pilota inglese superò Piquet, partito dalla pole position, nel corso del primo passaggio, mantenendo poi il comando per tutta la gara. Dopo il cambio gomme Piquet rimase bloccato dietro a Senna, che aveva deciso di disputare tutta la gara con lo stesso treno di pneumatici; due uscite di pista gli costarono ulteriore tempo. La strategia di Senna si rivelò comunque sbagliata e il pilota della Lotus dovette cedere la posizione a Prost, Johansson e allo stesso Piquet, chiudendo quinto; l'ultimo punto fu conquistato da Alliot. Il Gran Premio del Messico, invece, fu sospeso dopo un violento incidente di Warwick; in quel momento, Mansell era in testa alla gara davanti a Senna, il sorprendente Patrese e Piquet. La gara riprese con una nuova partenza, con i piloti nella posizione che avevano al momento dell'interruzione; Mansell non cedette il comando, seguito sul traguardo da Piquet e Patrese, mentre Senna si era ritirato dopo un'uscita di pista. La zona punti fu chiusa da Cheever, Fabi e Alliot.
Il campionato si decise al penultimo appuntamento della stagione, il Gran Premio del Giappone, prima ancora che la gara avesse inizio: Mansell, infatti, ebbe durante le prove libere un brutto incidente, nel quale riportò ferite tali da impedirgli di partecipare alla corsa. Piquet era così matematicamente Campione del Mondo per la terza volta in carriera. Il fine settimana fu dominato da Berger, che conquistò la pole position e mantenne il comando dal primo all'ultimo giro; secondo giunse Senna, davanti a Johansson, Alboreto, Boutsen e Nakajima, mentre Piquet si ritirò per un guasto al motore mentre occupava la terza posizione.
Con entrambi i titoli già assegnati a Piquet ed alla Williams, il Gran Premio d'Australia si ridusse ad una passerella conclusiva. Come in Giappone, Berger dominò qualifiche e gara, facendo segnare la pole position e mantenendo il comando dalla partenza al traguardo. Senna, secondo, fu squalificato a fine gara per un'irregolarità tecnica; salì quindi in seconda posizione Alboreto, a completare una doppietta della Ferrari. Terzo, seppure a tavolino, giunse Boutsen, seguito da Palmer, Dalmas e Moreno, che portò alla AGS il primo punto della sua storia.
Il campionato piloti si concluse quindi con la vittoria di Piquet, che, con 73 punti, conquistò il terzo titolo mondiale della sua carriera. Secondo si classificò il suo compagno di squadra Mansell, a quota 61; dietro all'inglese era Senna, distaccato di quattro punti. Il campione del mondo in carica Prost, penalizzato da una vettura non all'altezza degli anni precedenti, conquistò 46 punti e il quarto posto in classifica.
Il campionato costruttori fu invece dominato dalla Williams - Honda, che se lo aggiudicò per la seconda volta consecutiva; il team inglese marcò in tutto 137 punti, ben sessantuno in più della McLaren seconda classificata. Il terzo posto fu conquistato dalla Lotus, mentre la Ferrari, grazie ai risultati positivi ottenuti nelle ultime gare, compensò una prima parte di stagione piuttosto deludente. Tra le vetture con motore aspirato si mise in luce la Tyrrell, che conquistò undici punti ed il sesto posto a pari merito con la Arrows; la Brabham, dopo il disastroso 1986, migliorò leggermente le proprie prestazioni, ma dovette fare i conti con la scarsa affidabilità del motore BMW montato orizzontalmente.

## Risultati

### Risultati dei Gran Premi
| Gara | Gran Premio                       | Circuito           | Pole position  | Giro veloce    | Pilota vincitore | Costruttore    | Resoconto |
| ---- | --------------------------------- | ------------------ | -------------- | -------------- | ---------------- | -------------- | --------- |
| 1    | Gran Premio del Brasile           | Jacarepaguá        | Nigel Mansell  | Nelson Piquet  | Alain Prost      | McLaren-TAG    | Resoconto |
| 2    | Gran Premio di San Marino         | Imola              | Ayrton Senna   | Teo Fabi       | Nigel Mansell    | Williams-Honda | Resoconto |
| 3    | Gran Premio del Belgio            | Spa-Francorchamps  | Nigel Mansell  | Alain Prost    | Alain Prost      | McLaren-TAG    | Resoconto |
| 4    | Gran Premio di Monaco             | Monaco             | Nigel Mansell  | Ayrton Senna   | Ayrton Senna     | Lotus-Honda    | Resoconto |
| 5    | Gran Premio degli Stati Uniti-Est | Detroit            | Nigel Mansell  | Ayrton Senna   | Ayrton Senna     | Lotus-Honda    | Resoconto |
| 6    | Gran Premio di Francia            | Paul Ricard        | Nigel Mansell  | Nelson Piquet  | Nigel Mansell    | Williams-Honda | Resoconto |
| 7    | Gran Premio di Gran Bretagna      | Silverstone        | Nelson Piquet  | Nigel Mansell  | Nigel Mansell    | Williams-Honda | Resoconto |
| 8    | Gran Premio di Germania           | Hockenheimring     | Nigel Mansell  | Nigel Mansell  | Nelson Piquet    | Williams-Honda | Resoconto |
| 9    | Gran Premio d'Ungheria            | Hungaroring        | Nigel Mansell  | Nelson Piquet  | Nelson Piquet    | Williams-Honda | Resoconto |
| 10   | Gran Premio d'Austria             | Österreichring     | Nelson Piquet  | Nigel Mansell  | Nigel Mansell    | Williams-Honda | Resoconto |
| 11   | Gran Premio d'Italia              | Monza              | Nelson Piquet  | Ayrton Senna   | Nelson Piquet    | Williams-Honda | Resoconto |
| 12   | Gran Premio del Portogallo        | Estoril            | Gerhard Berger | Gerhard Berger | Alain Prost      | McLaren-TAG    | Resoconto |
| 13   | Gran Premio di Spagna             | Jerez              | Nelson Piquet  | Gerhard Berger | Nigel Mansell    | Williams-Honda | Resoconto |
| 14   | Gran Premio del Messico           | Hermanos Rodriguez | Nigel Mansell  | Nelson Piquet  | Nigel Mansell    | Williams-Honda | Resoconto |
| 15   | Gran Premio del Giappone          | Suzuka             | Gerhard Berger | Alain Prost    | Gerhard Berger   | Ferrari        | Resoconto |
| 16   | Gran Premio d'Australia           | Adelaide           | Gerhard Berger | Gerhard Berger | Gerhard Berger   | Ferrari        | Resoconto |

## Classifiche
Nella stagione 1987 del Campionato mondiale di Formula 1 i punti erano attribuiti nel modo seguente: 9 punti al primo, 6 al secondo, 4 al terzo, 3 al quarto, 2 al quinto e 1 al sesto classificato.  Per la classifica piloti, vengono conteggiati solo gli 11 migliori risultati per ciascun conduttore.  Per la classifica costruttori, invece, tutti i punti sono validi.

### Classifica Piloti
| Pos. | Pilota             |     |     |     |     |     |     |     |     |     |     |     |     |     |     |     |     | Punti   |
| ---- | ------------------ | --- | --- | --- | --- | --- | --- | --- | --- | --- | --- | --- | --- | --- | --- | --- | --- | ------- |
| 1    | Nelson Piquet      | 2   | NP  | Rit | 2   | 2   | 2   | 2   | 1   | 1   | 2   | 1   | 3   | 4   | 2   | 15* | Rit | 73 (76) |
| 2    | Nigel Mansell      | 6   | 1   | Rit | Rit | 5   | 1   | 1   | Rit | 14* | 1   | 3   | Rit | 1   | 1   | SP  | INF | 61      |
| 3    | Ayrton Senna       | Rit | 2   | Rit | 1   | 1   | 4   | 3   | 3   | 2   | 5   | 2   | 7   | 5   | Rit | 2   | SQ  | 57      |
| 4    | Alain Prost        | 1   | Rit | 1   | 9*  | 3   | 3   | Rit | 7*  | 3   | 6   | 15  | 1   | 2   | Rit | 7   | Rit | 46      |
| 5    | Gerhard Berger     | 4   | Rit | Rit | 4   | 4   | Rit | Rit | Rit | Rit | Rit | 4   | 2   | Rit | Rit | 1   | 1   | 36      |
| 6    | Stefan Johansson   | 3   | 4   | 2   | Rit | 7   | 8*  | Rit | 2   | Rit | 7   | 6   | 5   | 3   | Rit | 3   | Rit | 30      |
| 7    | Michele Alboreto   | 8*  | 3   | Rit | 3   | Rit | Rit | Rit | Rit | Rit | Rit | Rit | Rit | 15* | Rit | 4   | 2   | 17      |
| 8    | Thierry Boutsen    | 5   | Rit | Rit | Rit | Rit | Rit | 7   | Rit | 4   | 4   | 5   | 14  | 16* | Rit | 5   | 3   | 16      |
| 9    | Teo Fabi           | Rit | Rit | Rit | 8   | Rit | 5*  | 6   | Rit | Rit | 3   | 7   | 4*  | Rit | 5   | Rit | Rit | 12      |
| 10   | Eddie Cheever      | Rit | Rit | 4   | Rit | 6   | Rit | Rit | Rit | 8   | Rit | Rit | 6   | 8*  | 4   | 9*  | Rit | 8       |
| 11   | Jonathan Palmer    | 10  | Rit | Rit | 5   | 11  | 7   | 8   | 5   | 7   | 14  | 14  | 10  | Rit | 7   | 8   | 4   | 7       |
| 12   | Satoru Nakajima    | 7   | 6*  | 5   | 10  | Rit | NC  | 4   | Rit | Rit | 13  | 11  | 8   | 9   | Rit | 6   | Rit | 7       |
| 13   | Riccardo Patrese   | Rit | 9   | Rit | Rit | 9   | Rit | Rit | Rit | 5   | Rit | Rit | Rit | 13  | 3   | 11  | 9*  | 6       |
| 14   | Andrea De Cesaris  | Rit | Rit | 3   | Rit | Rit | Rit | Rit | Rit | Rit | Rit | Rit | Rit | Rit | Rit | Rit | 8*  | 4       |
| 15   | Philippe Streiff   | 11  | 8   | 9   | Rit | Rit | 6   | Rit | 4   | 9   | Rit | 12  | 12  | 7   | 8   | 12  | Rit | 4       |
| 16   | Derek Warwick      | Rit | 11* | Rit | Rit | Rit | Rit | 5   | Rit | 6   | Rit | Rit | 13  | 10  | Rit | 10  | Rit | 3       |
| 17   | Philippe Alliot    |     | 10  | 8   | Rit | Rit | Rit | Rit | 6   | Rit | 12  | Rit | Rit | 6   | 6   | Rit | Rit | 3       |
| 18   | Martin Brundle     | Rit | 5   | Rit | 7   | Rit | Rit | NC  | NC  | Rit | SQ  | Rit | Rit | 11  | Rit | Rit | Rit | 2       |
| 19   | Ivan Capelli       | NP  | Rit | Rit | 6   | Rit | Rit | Rit | Rit | 10  | 11  | 13  | 9   | 12  | Rit | Rit | Rit | 1       |
| 20   | René Arnoux        |     | NP  | 6   | 11  | 10  | Rit | Rit | Rit | Rit | 10  | 10  | Rit | Rit | Rit | Rit | Rit | 1       |
| 21   | Roberto Moreno     |     |     |     |     |     |     |     |     |     |     |     |     |     |     | Rit | 6   | 1       |
| -    | Yannick Dalmas     |     |     |     |     |     |     |     |     |     |     |     |     |     | 9   | 14  | 5   | 0**     |
| -    | Christian Danner   | 9   | 7   | Rit | ES  | 8   | Rit | Rit | Rit | Rit | 9   | 9   | Rit | Rit | Rit | Rit | 7   | 0       |
| -    | Piercarlo Ghinzani |     | Rit | 7   | 12  | Rit | Rit | SQ  | Rit | 12  | 8   | 8   | Rit | Rit | Rit | 13  | Rit | 0       |
| -    | Pascal Fabre       | 12  | 13  | 10  | 13  | 12  | 9   | 9   | Rit | 13  | NC  | NQ  | NQ  | Rit | NQ  |     |     | 0       |
| -    | Alessandro Nannini | Rit | Rit | Rit | Rit | Rit | Rit | Rit | Rit | 11  | Rit | 16  | 11* | Rit | Rit | Rit | Rit | 0       |
| -    | Alex Caffi         | Rit | 12* | Rit | Rit | Rit | Rit | Rit | Rit | Rit | Rit | Rit | Rit | NQ  | Rit | Rit | NQ  | 0       |
| -    | Adrián Campos      | SQ  | Rit | Rit | NP  | Rit | Rit | Rit | Rit | Rit | Rit | Rit | Rit | 14  | Rit | Rit | Rit | 0       |
| -    | Franco Forini      |     |     |     |     |     |     |     |     |     |     | Rit | Rit | NQ  |     |     |     | 0       |
| -    | Nicola Larini      |     |     |     |     |     |     |     |     |     |     | NQ  |     | Rit |     |     |     | 0       |
| -    | Gabriele Tarquini  |     | Rit |     |     |     |     |     |     |     |     |     |     |     |     |     |     | 0       |
| -    | Stefano Modena     |     |     |     |     |     |     |     |     |     |     |     |     |     |     |     | Rit | 0       |
| Pos. | Pilota             |     |     |     |     |     |     |     |     |     |     |     |     |     |     |     |     | Punti   |

| Legenda | 1º posto     | 2º posto | 3º posto    | A punti         | Senza punti/Non class.  | Grassetto – Pole position Corsivo – Giro più veloce |
| Legenda | Squalificato | Ritirato | Non partito | Non qualificato | Solo prove/Terzo pilota | Grassetto – Pole position Corsivo – Giro più veloce |

* Indica quei piloti che non hanno terminato la gara ma sono ugualmente classificati avendo coperto, come previsto dal regolamento, almeno il 90% della distanza totale.
** Avendo iscritto una sola vettura a inizio campionato, la Larrousse non poté contare i punti fatti segnare dalla seconda monoposto, non ritenuti validi nemmeno per la classifica piloti.
- Solo i migliori undici risultati erano conteggiati come punti: tra parentesi i punti reali fatti segnare dai piloti.

### Statistiche Piloti
| Posizione | Pilota             | Numero | Nazione     | Punti   | Vittorie | Podi | Pole |
| --------- | ------------------ | ------ | ----------- | ------- | -------- | ---- | ---- |
| 1         | Nelson Piquet      | 6      | Brasile     | 73 (76) | 3        | 11   | 4    |
| 2         | Nigel Mansell      | 5      | Regno Unito | 61      | 6        | 7    | 8    |
| 3         | Ayrton Senna       | 12     | Brasile     | 57      | 2        | 8    | 1    |
| 4         | Alain Prost        | 1      | Francia     | 46      | 3        | 7    |      |
| 5         | Gerhard Berger     | 28     | Austria     | 36      | 2        | 3    | 3    |
| 6         | Stefan Johansson   | 2      | Svezia      | 30      |          | 5    |      |
| 7         | Michele Alboreto   | 27     | Italia      | 17      |          | 3    |      |
| 8         | Thierry Boutsen    | 20     | Belgio      | 16      |          | 1    |      |
| 9         | Teo Fabi           | 19     | Italia      | 12      |          | 1    |      |
| 10        | Eddie Cheever      | 18     | Stati Uniti | 8       |          |      |      |
| 11        | Jonathan Palmer    | 3      | Regno Unito | 7       |          |      |      |
| 12        | Satoru Nakajima    | 11     | Giappone    | 7       |          |      |      |
| 13        | Riccardo Patrese   | 5      | Italia      | 6       |          | 1    |      |
| 14        | Andrea De Cesaris  | 8      | Italia      | 4       |          | 1    |      |
| 15        | Philippe Streiff   | 4      | Francia     | 4       |          |      |      |
| 16        | Derek Warwick      | 17     | Regno Unito | 3       |          |      |      |
| 17        | Philippe Alliot    | 30     | Francia     | 3       |          |      |      |
| 18        | Martin Brundle     | 9      | Regno Unito | 2       |          |      |      |
| 19        | Roberto Moreno     | 14     | Brasile     | 1       |          |      |      |
| =         | René Arnoux        | 25     | Francia     | 1       |          |      |      |
| =         | Ivan Capelli       | 16     | Italia      | 1       |          |      |      |
| NC        | Yannick Dalmas     | 29     | Francia     | 0*      |          |      |      |
| NC        | Christian Danner   | 10     | Germania    | 0       |          |      |      |
| NC        | Piercarlo Ghinzani | 26     | Italia      | 0       |          |      |      |
| NC        | Pascal Fabre       | 14     | Francia     | 0       |          |      |      |
| NC        | Alessandro Nannini | 24     | Italia      | 0       |          |      |      |
| NC        | Alex Caffi         | 21     | Italia      | 0       |          |      |      |
| NC        | Adrián Campos      | 23     | Spagna      | 0       |          |      |      |
| NC        | Franco Forini      | 22     | Svizzera    | 0       |          |      |      |
| NC        | Nicola Larini      | 32     | Italia      | 0       |          |      |      |
| NC        | Gabriele Tarquini  | 22     | Italia      | 0       |          |      |      |
| NC        | Stefano Modena     | 7      | Italia      | 0       |          |      |      |

### Trofeo Jim Clark
| Pos | Pilota           | BRA | SMR | BEL | MON | USA | FRA | GBR | GER | HUN | AUT | ITA | POR | ESP | MEX | JPN | AUS | Punti |
| --- | ---------------- | --- | --- | --- | --- | --- | --- | --- | --- | --- | --- | --- | --- | --- | --- | --- | --- | ----- |
| 1   | Jonathan Palmer  | 1   | Rit | NP  | 1   | 1   | 2   | 1   | 2   | 1   | 3   | 3   | 2   | Rit | 2   | 1   | 1   | 95    |
| 2   | Philippe Streiff | 2   | 1   | 2   | Rit | Rit | 1   | Rit | 1   | 2   | Rit | 1   | 3   | 2   | 3   | 2   | Rit | 74    |
| 3   | Philippe Alliot  |     | 2   | 1   | Rit | Rit | Rit | Rit | 3   | Rit | 2   | Rit | Rit | 1   | 1   | Rit | Rit | 43    |
| 4   | Ivan Capelli     | NP  | Rit | Rit | 2   | Rit | Rit | Rit | Rit | 3   | 1   | 2   | 1   | 3   | Rit | Rit | Rit | 38    |
| 5   | Pascal Fabre     | 3   | 3   | 3   | 3   | 2   | 3   | 2   | Rit | 4   | NC  | NQ  | NQ  | Rit | NQ  |     |     | 35    |
| 6   | Roberto Moreno   |     |     |     |     |     |     |     |     |     |     |     |     |     |     | Rit | 3   | 4     |
| 7   | Yannick Dalmas   |     |     |     |     |     |     |     |     |     |     |     |     |     | 4   | 3   | 2   | 0     |
| NC  | Nicola Larini    |     |     |     |     |     |     |     |     |     |     | NQ  |     | Rit |     |     |     | 0     |
| Pos | Pilota           | BRA | SMR | BEL | MON | USA | FRA | GBR | GER | HUN | AUT | ITA | POR | ESP | MEX | JPN | AUS | Punti |

*Non prende punti

### Campionato Costruttori

#### Classifica e Statistiche Costruttori
| Posizione | Team                   | Telaio      | Motore                     | Gomme | Punti | Vittorie | Podi | Pole |
| --------- | ---------------------- | ----------- | -------------------------- | ----- | ----- | -------- | ---- | ---- |
| 1         | Williams-Honda         | FW11B       | Honda RA167E               | G     | 137   | 9        | 18   | 12   |
| 2         | McLaren-TAG            | MP4/3       | TAG Porsche P01            | G     | 76    | 3        | 12   |      |
| 3         | Lotus-Honda            | 99T         | Honda RA167E               | G     | 64    | 2        | 8    | 1    |
| 4         | Ferrari                | F1-87       | Ferrari 033D               | G     | 53    | 2        | 6    | 3    |
| 5         | Benetton-Ford          | B187        | Ford GBA                   | G     | 28    |          | 2    |      |
| 6         | Tyrrell-Ford           | DG016       | Ford Cosworth DFZ          | G     | 11    |          |      |      |
| 7         | Arrows-Megatron        | A10         | (BMW) Megatron M12/13      | G     | 11    |          |      |      |
| 8         | Brabham-BMW            | BT56        | BMW M12/13                 | G     | 10    |          | 2    |      |
| 9         | Lola-Ford              | LC87        | Ford Cosworth DFZ          | G     | 3     |          |      |      |
| 10        | Zakspeed               | 861B 871    | Zakspeed 1500/4            | G     | 2     |          |      |      |
| 11        | Ligier-Megatron        | JS29B JS29C | (BMW) Megatron M12/13      | G     | 1     |          |      |      |
| =         | AGS-Ford               | JH22        | Ford Cosworth DFZ          | G     | 1     |          |      |      |
| =         | March-Ford             | 87P 871     | Ford Cosworth DFZ          | G     | 1     |          |      |      |
| NC        | Minardi-Motori Moderni | M187        | Motori Moderni Tipo 615-90 | G     |       |          |      |      |
| NC        | Osella-Alfa Romeo      | FA1/G FA1/I | Alfa Romeo 890T            | G     |       |          |      |      |
| NC        | Coloni-Ford            | FC187       | Ford Cosworth DFZ          | G     |       |          |      |      |

#### Trofeo Colin Chapman (per costruttori di vetture con motore aspirato)
| Posizione | Costruttore  | Punti |
| --------- | ------------ | ----- |
| 1         | Tyrrell-Ford | 169   |
| 2         | Lola-Ford    | 43    |
| 3         | AGS-Ford     | 39    |
| 4         | March-Ford   | 38    |
| NC        | Coloni-Ford  | 0     |